# Scotinella divinula
Espèce
Synonymes
- Phrurolithus divinulus Gertsch, 1941

Scotinella divinula est une espèce d'araignées aranéomorphes de la famille des Phrurolithidae.

## Distribution
Cette espèce se rencontre des États-Unis en Caroline du Nord jusqu'au Canada en Ontario,.

## Description
Le mâle holotype mesure 1,90 mm et la femelle paratype 1,55 mm.
Le mâle décrit par Platnick et Chamé-Vázquez en 2024 mesure 1,62 mm et la femelle 1,61 mm.

## Systématique et taxinomie
Cette espèce a été décrite sous le protonyme Phrurolithus divinulus par Gertsch en 1941. Elle est placée dans le genre Scotinella par Dondale et Redner en 1982.

## Publication originale
- Gertsch, 1941 : « New American spiders of the family Clubionidae. I. » American Museum novitates, no 1147, p. 1-20 (texte intégral).